# Leo Graetz
Leo Graetz (Breslavia, Reino de Prusia, Confederación Germánica, 26 de septiembre de 1856 - 12 de noviembre de 1941, Múnich, Alemania) fue un físico alemán. Nació en Breslavia (actual Polonia), y fue hijo del famoso historiador de origen judío Heinrich Graetz.

## Biografía
Estudió matemáticas y física en Breslavia, Berlín y Estrasburgo. En 1880 obtuvo el doctorado en física por la Universidad de Breslavia, siendo su director el catedrático de esa institución, Oskar Emil Meyer. En 1881 se convirtió en el asistente del catedrático August Kundt en la Universidad de Estrasburgo. En 1883 se trasladó a la Universidad de Múnich, donde en el año 1908 alcanzó el título de profesor asociado en contra de la voluntad del catedrático Wilhelm Conrad Röntgen. En 1926, con 70 años es nombrado profesor emérito de la Universidad de Múnich, y recibió en ese mismo año el Anillo de Oro de Honor del Museo Alemán.
Leo Graetz fue uno de los primeros físicos en investigar la propagación de la energía electromagnética. El número de Graetz (Gz), un número adimensional que describe la transferencia de calor en fluidos, se denomina así en su honor. También se vincula su nombre al puente rectificador de diodos, inventado por el ingeniero electrotécnico polaco Karol Pollak y popularizado por Leo Graetz en la revista Elektronische Zeitung en 1897.
Graetz murió en Múnich con 85 años de edad.

## Obra científica
La extensa obra de Graetz fue de gran importancia para la difusión del conocimiento de la física, sobre todo para médicos e ingenieros. Su libro de texto "La electricidad y sus aplicaciones" (1883), dirigida a un público específico, alcanzó 23 ediciones (1928), siendo rápidamente traducida al finlandés, francés, italiano, portugués, ruso, español...; una razón de su éxito editorial fue que apareció justo a tiempo, en una época donde la ingeniería eléctrica se empezaba a notar en la vida pública. Graetz comenzó a escribir en 1912 su obra magna en cinco volúmenes, el "Manual de Electricidad y Magnetismo", que aún conserva su importancia como la única existente (de la época) con la discusión casi completa y crítica de la literatura científica anterior sobre estos temas.
La intensa labor universitaria de Graetz se completó, además, con ciclos de conferencias especiales destinada a la enseñanza (de las aplicaciones de la física y la ingeniería eléctrica) para los médicos de su tiempo.

### Libros
- Die Elektrizität und ihre Anwendungen (La electricidad y sus aplicaciones), Stuttgart 1903 Digitalizada de la 17.ª edición de 1914 por la Universidad y Biblioteca Estatal de Dusseldorf
- Handbuch der Elektrizität und des Magnetismus (Manual de Electricidad y Magnetismo) - 5 volúmenes, 1918, 1921, 1923, 1920, 1928
- Kompendium der Physik (Compendio de Física), 1887 (5 ediciones, la última de 1922, bajo el título Lehrbuch der Physik, Curso de Física)
- Kurzer Abriß der Elektrizität (Breve descripción de la electricidad), 1897 (con 16 ediciones, la última de 1929)
- Das Licht und die Farben (La luz y los colores), 1900 (con 5 ediciones, la última de 1922)
- Die Atomtheorie in ihrer neuesten Entwicklung (La teoría atómica en sus últimos desarrollos), 1918 (con 5 ediciones, la última de 1925)
- Die Physik (Física), 1919 (con 2 ediciones, la última de 1923)

### Artículos
- Reibung in Flüssigkeiten (Fricción en líquidos), en: Handbuch der physikalischen und technischen Mechanik, Bande V, 1927, pág. 392-470 (con Karl Stöckl)
- Innere Reibung die Gase (Fricción interna en gases), en: Handbuch der physikalischen und technischen Mechanik, Bande VI, 1928, pág. 262-309 (con Karl Stöckl)

.